# مینا هاشمی

مینا هاشمی زاده ۱۳۵۰ در شهر کرمان مجری، تهیه‌کننده و نویسنده و در تلویزیون اهل ایران و فارغ‌التحصیل رشته خبرنگاری است. وی از ۱۴ سالگی وارد تلویزیون شد و مشغول بکار می‌باشد. ویکی از مجریان معروف گروه کودک و نوجوان در دهه هفتاد بود.

## زندگی هنری
مینا هاشمی از سن ۱۴ سالگی در سال ۱۳۶۴ وارد تلویزیون شد. اولین برنامه او با نام جوانه در شبکه تلویزیونی کرمان پخش شد. در سال ۱۳۷۵ به دعوت مدیر گروه کودک و نوجوان شبکه اول تلویزیون به تهران آمد و در ابتدا به مدت ۲ سال مجری پروازی این شبکه بود که به صورت هفتگی برای ضبط برنامه‌ها به تهران می‌آمد و برای سهولت کار در سال ۱۳۷۷ ساکن تهران شد.

## برنامه‌ها
وی علاوه بر اجرا نویسندگی و تهیه کنندگی برخی از برنامه‌ها را برعهده دارد که شامل موارد زیر می‌باشد.
مجری
- سیمای نوجوان دهه هفتاد تا سال ۱۳۸۹[۲][۳]
- مسابقه زنده ماه و مهر[۳]
- برنامه صبحانه
- برنامه عصرانه
- برنامه گردونه
- اتاق برنامه‌ها
- عکس یادگاری
- عصر خانواده[۴]
- تاهمیشه[۵]
- گزینه چهار[۶]
- پایان ناباروری[۷]

تهیه‌کننده، نویسنده و مجری
- قطب‌نما[۸] با موضوع موفقيت هاى نوجوانان[۹]
- برنامه راه با موضوع آسیب‌های اجتماعی(برنامه خانواده-شبکه یک سیما)

## افتخارات
در سال ۱۳۷۴ برنده جایزه بهترین مجری زن در جشنوارهٔ سیما شد.
در پاییز سال ۱۳۷۸ در نظرسنجی روزنامهٔ سینما رتبه اول را در میان مجریان زن در آرای مردمی کسب کرد.

## دیگر فعالیت‌ها
برخی فعالیت‌های مینا هاشمی شامل زیر می‌باشد
- عضو شورای رسانه کودک و نوجوان معاونت مطبوعاتی و اطلاع‌رسانی وزارت فرهنگ و ارشاد اسلامی[۱]
- رئیس کمیته روابط عمومی انجمن تخصصی کودک و نوجوان
- مشاور جشنواره طراحی مد و لباس کودک و نوجوان[۱۱]
- عضو مؤسسه رسانه ای قاب کودک[۱۲]
- طراح برگزاری تست اجرا و گویندگی و کشف استعداد در شهرستان‌ها
- داور برنامه مجری شو در شبکه امید

وی همچنین در حمایت از کودکان کار فعالیت‌های بشردوستانه ای را انجام می‌دهد.